# 広島県道209号大乗停車場線
広島県道209号大乗停車場線（ひろしまけんどう209ごう おおのりていしゃじょうせん）は、広島県竹原市を通る一般県道である。

## 概要
JR西日本呉線 大乗駅から国道185号交点を結ぶ。
大乗という地名は1954年（昭和29年）まで存在した豊田郡の村である。

### 路線データ
- 起点：竹原市高崎町（JR西日本呉線 大乗駅前）
- 終点：竹原市高崎町（大乗駅（東）交差点、国道185号交点）
- 総延長：83 m

## 地理

### 通過する自治体
- 竹原市

### 交差する道路
| 交差する道路 | 交差する場所 | 交差する場所              |
| ------------ | ------------ | ------------------------- |
| 国道185号    | 高崎町       | 大乗駅（東）交差点 / 終点 |

### 沿線
- JR西日本呉線 大乗駅
- 竹原市役所 大乗連絡所